# Liste der Monuments historiques in Isle-Aubigny
Die Liste der Monuments historiques in Isle-Aubigny führt die Monuments historiques in der französischen Gemeinde Isle-Aubigny auf.

## Liste der Immobilien
| Bezeichnung      | Beschreibung                  | Standort                   | Kennzeichnung | Schutzstatus | Datum | Bild           |
| ---------------- | ----------------------------- | -------------------------- | ------------- | ------------ | ----- | -------------- |
| Kirche St-Martin | ab dem frühen 13. Jahrhundert | Isle, 94 Grande-Rue (Lage) | PA10000025    | Inscrit      | 2009  | weitere Bilder |

## Liste der Objekte
| Bezeichnung                                             | Beschreibung                                                           | Standort                                | Kennzeichnung | Schutzstatus | Datum | Bild |
| ------------------------------------------------------- | ---------------------------------------------------------------------- | --------------------------------------- | ------------- | ------------ | ----- | ---- |
| Skulptur Heiliger Fiacrius                              | Eichenholz, farbig gefasst, 17. Jahrhundert                            | Aubigny, in der Kirche St-Fiacre (Lage) | PM10004921    | Inscrit      | 2003  |      |
| Skulpturengruppe Der heilige Martin teilt seinen Mantel | Holz, farbig gefasst und vergoldet, zweite Hälfte des 16. Jahrhunderts | Isle, in der Kirche St-Martin (Lage)    | PM10000909    | Classé       | 1911  |      |
| Skulptur Heiliger Martin                                | Kalkstein, farbig gefasst, erste Hälfte des 17. Jahrhunderts           | Isle, in der Kirche St-Martin (Lage)    | PM10000911    | Classé       | 1911  |      |
| Kirchenfenster (1)                                      | aus dem 16. Jahrhundert                                                | Aubigny, in der Kirche St-Fiacre (Lage) | PM10000907    | Classé       | 1913  |      |
| Skulptur Heilige Tancha (1)                             | Eichenholz, farbig gefasst, erste Hälfte des 16. Jahrhunderts          | Aubigny, in der Kirche St-Fiacre (Lage) | PM10000906    | Classé       | 1911  |      |
| Kirchenfenster (2)                                      | aus dem 16. Jahrhundert                                                | Isle, in der Kirche St-Martin (Lage)    | PM10000912    | Classé       | 1913  |      |
| Kruzifix                                                | Eichenholz, farbig gefasst, 17. Jahrhundert                            | Aubigny, in der Kirche St-Fiacre (Lage) | PM10000908    | Classé       | 1975  |      |
| Skulptur Heilige Tancha (2)                             | Kalkstein, farbig gefasst, erste Hälfte des 16. Jahrhunderts           | Isle, in der Kirche St-Martin (Lage)    | PM10004922    | Inscrit      | 2003  |      |
| Skulptur Madonna mit Kind (1)                           | Kalkstein, übertüncht, 18. Jahrhundert                                 | Aubigny, in der Kirche St-Fiacre (Lage) | PM10004793    | Inscrit      | 1974  |      |
| Skulptur Madonna mit Kind (2)                           | Kalkstein, farbig gefasst, erste Hälfte des 17. Jahrhunderts           | Isle, in der Kirche St-Martin (Lage)    | PM10000910    | Classé       | 1911  |      |